# 国際連合婦人開発基金
- 国連婦人開発基金
- 国連女性開発基金
- ユニフェム

国際連合婦人開発基金（UNIFEM、ユニフェム、英語：United Nations Development Fund for Women、フランス語：Fonds de développement des Nations unies pour la femme）は、国連開発計画（UNDP）が国連総会から委託されている基金。女性の地位向上と社会での女性のエンパワーメントの向上を目的にしてニューヨークに1976年に設立された。2011年からUNウィメンに統合された。
1976年の設立当初は「国連婦人の10年基金」（United Nations Voluntary Fund for the Decade for Women, UNVFDW）であったが、1985年に「国連婦人開発基金」（UNIFEM）に改称された。
日本においては1992年に国連婦人開発基金日本国内委員会が設立され、2004年に特定非営利活動法人（NPO法人）となった。
地域によってはマイクロクレジットも促進した。2006年にはニコール・キッドマンが親善大使に選ばれた。
2009年9月の国連総会においてジェンダー関連の国連4機関（国連婦人開発基金（UNIFEM）、ジェンダー問題事務総長特別顧問室（OSAGI）、国連事務局国連女性の地位向上部（DAW）、国連国際婦人調査訓練研修所（UN-INSTRAW））を統合することが決議採択され、2010年7月に「ジェンダー平等と女性のエンパワーメントのための国連機関」（国連女性機関（UN Women））の設立が決定し、2011年1月より正式に活動を開始した。